# جزر هورن
جزر هورن ( تسمى أيضًا جزر فوتونا) هي واحدة من مجموعتي الجزر التي تتكون منها مقاطعات وأقاليم ما وراء البحار الفرنسية من واليس وفوتونا جغرافيًا. تبلغ المساحة الإجمالية 115 كيلومتر مربع، ويبلغ عدد سكانها 4873 نسمة (تعداد سنة 2003).

## التاريخ
سُمي الأرخبيل من قبل الملاحين الهولنديين ویلم سخاوتن ويعقوب لو مير، وهم أول أوروبيين زاروا الجزر في عام 1616. حيث سموا الجزيرة على اسم مدينة هورن الهولندية، التي بدأت منها البعثة.